# Taetre
Taetre var ett death/thrash metal-band från Göteborg, Sverige som bildades 1993 av Jonas Lindblad, Kalle Pettersson och Conny Vandling. Debutalbumet The Art gavs ut 1998. 

## Historia
Taetre grundades hösten 1993 under namnet Deformed av Kalle Pettersson (Graveyard Skeleton) på trummor, Conny Vandling på basgitarr och Jonas Lindblad (Dr Lindblood) på sång och gitarr. År 1995 släpptes deras första demo som saknade titel. Strax före detta släpp anslöt sig Danyael "Dadde" Nilsson (Fan Wredhe) som kompgitarrist.
År 1996 släppte bandet sin andra demo, Eternal Eclipse. Samma år kontaktades de av det danska skivbolaget Emanzipation Records, numera Mighty Music, efter att Michal Andersen läst om bandet och recensionen av "Eternal Eclipse". Kontrakt skrevs och Taetre sammanstrålade i studion "Los Angered" med producenten Andy La Rocque. Efter tio dagar i studion var debutskivan The Art inspelad och släpptes officiellt 1998. The Art är till karaktären en melodisk death/black metal-skiva.
Ett år senare återvände Taetre till studion Los Angered och producenten La Roque för att spela in de andra albumet Out of Emotional Disorder. Detta album skiljer sig från det första då det är betydligt mer renodlad death metal, och denna gång stod Lindblad ensam för temat. Albumet gavs ut 1999. Strax efter släppet gick Taetre och den dåvarande basisten skilda vägar, och han ersattes av bandet Sacrileges forne basist Daniel Kvist (D.K.).
År 2001 spelades deras tredje album Devine Misanthropic Madness in. Strax före inspelningsstart lämnade Danyael bandet och ersattes av gitarristen Magnus "Maggot" Larsson. Devine var bandets största framgång, med låtar som "No Love" och "Virus". Larsson lämnade bandet 2005 och den tidigare gitarristen Danyael återvände. Ett nytt album, Psychopath planerade att ges ut 2009 men kom aldrig ut.
Taetre hann med otaliga spelningar och de var bland annat en del av turnén Battle Royale Tour part 2 1999 med Defleshed och Diabolical.

## Medlemmar
Senaste medlemmar
- Dr Lindblood (Jonas Lindblad) – sång, gitarr (1995–2009)
- Graveyard Skeleton (Kalle "Krull" Pettersson) – trummor (1995–2009)
- Danyael Fan Wredhe (Danyael Nilsson) – gitarr (1995–2002, 2004–2009)
- D.K. (Daniel Kvist) – sång, basgitarr (2001–2009)

Tidigare medlemmar
- Conny Vandling – basgitarr (1995–2001)
- Maggot (Magnus Larsson) – gitarr (2002–2004)

Bidragande musiker (studio)
- Erik Söderlund – sång (1997, 1999)
- Kalle Pattersson – skrik (1997)
- Tony Jelencovich – sång (2002)
- Andy "LaRocque" Allhage – gitarr (2002)
- Daniel "Danyael" Nilsson – keyboard (2002)

## Diskografi
Demo
- Demo 1995 (1995)
- Eternal Eclipse (1996)

Studioalbum
- The Art (1998)
- Out Of Emotional Disorder (1999)
- Divine Misanthropic Madness (2002)